# Bayernwald

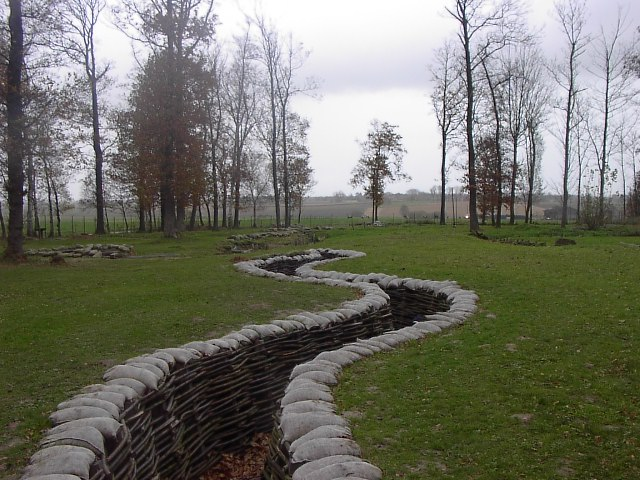
Duitse loopgraven met vlechtwerk en zandzakken

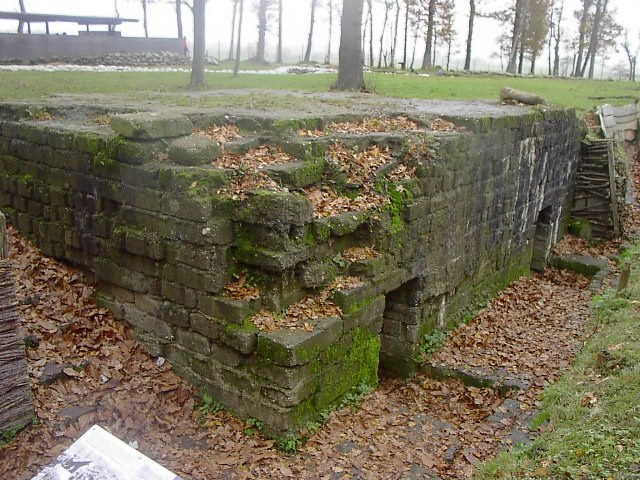
Duitse bunker in Bayernwald

Bayernwald is een site in Wijtschate die de herinnering aan de Eerste Wereldoorlog levendig houdt. Ze werd na een jaar restauratie geopend in april 2004.
Men kan er zien hoe de Duitsers onder leiding van Rupprecht van Beieren op deze plek in de huidige gemeente Heuvelland een 40 meter hoge heuvel hadden aangelegd die ze tussen 1914 en 1917 tot een onneembare vesting ombouwden. Wat nu nog te zien is maakt amper 10% uit van wat het ooit was. Vier betonnen bunkers, 320 meter loopgraven en twee mijnschachten, 25 meter diep, zijn gerestaureerd.
De Britten veroverden het complex in 1917 nadat ze 500.000 kg TNT lieten ontploffen die ze via tunnels onder de heuvel hadden geplaatst. De explosie was naar verluidt tot in Londen te horen.
Bayernwald werd ingehuldigd door Prins Wolfgang van Beieren. De bouwer was een broer van zijn grootvader.
Om Bayernwald te bezoeken dienen bezoekers zich eerst aan te melden in het Toeristisch bureau te Kemmel.